# Maison à pans de bois de Saint-Gondon
La maison à pans de bois Saint-Gondon est une maison à pans de bois datant du XVe siècle, située à l'angle de la Place de la liberté et de la rue des Juifs, à Saint-Gondon, dans le Loiret en France.

## Protection
Elle est inscrite aux Monuments historiques depuis le 11 mai 1994.